# Караваев, Павел Алексеевич
Па́вел Алексе́евич Карава́ев (род. 27 августа 1988) — российский легкоатлет, специалист по прыжкам в длину и бегу на кроткие дистанции. Выступает на профессиональном уровне с 2006 года, член сборной России, обладатель серебряной медали чемпионата Европы среди молодёжи, многократный победитель и призёр первенств всероссийского значения. Представляет Москву и Псковскую область. Мастер спорта России международного класса.

## Биография
Павел Караваев родился 27 августа 1988 года. Уроженец Пскова, впоследствии постоянно проживал в Москве. Занимался лёгкой атлетикой под руководством тренеров В. В. Яковлевой и В. Ф. Соколова.
Первого серьёзного успеха на международном уровне добился в сезоне 2009 года, когда вошёл в состав российской национальной сборной и выступил на молодёжном европейском первенстве в Каунасе, где в программе прыжков в длину с результатом 7,86 завоевал серебряную награду, уступив только латышу Янису Лейтису.
В 2010 году выиграл серебряную медаль на чемпионате России в Саранске.
На чемпионате России 2011 года в Чебоксарах вновь стал серебряным призёром в прыжках в длину. Будучи студентом, представлял страну на Всемирной Универсиаде в Шэньчжэне — здесь в финале прыгнул на 7,93 метра и занял итоговое пятое место.
В 2012 году на чемпионате России в Чебоксарах выиграл серебряную медаль в беге на 100 метров. Благодаря череде удачных выступлений удостоился права защищать честь страны на чемпионате Европы в Хельсинки — в программе эстафеты 4 × 100 метров вместе с соотечественниками Михаилом Идрисовым, Константином Петряшовым и Вячеславом Колесниченко благополучно преодолел предварительный квалификационный этап, тогда как в решающем забеге занял четвёртое место.
В 2013 году в прыжках в длину стал серебряным призёром на зимнем чемпионате России в Москве. Должен был выступить на чемпионате Европы в помещении в Гётеборге, однако был исключён из состава сборной в связи с проваленным допинг-тестом, сделанным 18 февраля на учебно-тренировочном сборе в Москве — проба показала наличие запрещённого вещества остарина. В итоге спортсмена отстранили от участия в соревнованиях на 2 года.
По окончании срока дисквалификации в 2015 году Караваев возобновил спортивную карьеру, в частности выиграл бронзовую медаль на Мемориале Куца в Москве и стал пятым на чемпионате России в Чебоксарах.
В 2016 году взял бронзу на Кубке губернатора Краснодарского края, одержал победу на чемпионате Москвы в помещении.
В 2017 году был четвёртым на Кубке России в Ерино и пятым на чемпионате России в Жуковском.
На чемпионате России 2018 года в Казани занял в прыжках в длину девятое место.
За выдающиеся спортивные достижения удостоен почётного звания «Мастер спорта России международного класса» (2015).
Окончил Великолукскую государственную академию физической культуры (2010), с 2015 года одновременно со спортивной карьерой также работал тренером по общефизической подготовке.